# NGC 50
NGC 50 ist eine elliptische Galaxie vom Hubble-Typ E/S0 im Sternbild Walfisch südlich der Ekliptik. Sie ist schätzungsweise 258 Millionen Lichtjahre von der Milchstraße entfernt und hat einen Durchmesser von etwa 175.000 Lichtjahren.

Im selben Himmelsareal befinden sich u. a. die Galaxien NGC 47, NGC 54, NGC 64.
Die Typ-Ia-Supernova SN 2008db wurde hier beobachtet.
Das Objekt wurde im Jahr 1865 von dem italienischen Astronomen Gaspare Stanislao Ferrari entdeckt.